# شهرستان جفرسون (اوهایو)
شهرستان جفرسون، اوهایو (به انگلیسی: Jefferson County, Ohio) یک سکونتگاه مسکونی در ایالات متحده آمریکا است که در اوهایو واقع شده‌است.